# دونالد موراي
دونالد موراي (بالإنجليزية: Donald Murray)‏ هو صحفي أمريكي، ولد في 16 سبتمبر 1924، وتوفي في 30 ديسمبر 2006.